# Trifle (banda)
Trifle fue un grupo musical británico formado en 1969. La banda se formó alrededor del cantante George Bean, quien ya había lanzado singles en 1963. Trifle lanzó un sencillo en United Artists, pero cambió a Dawn Records para grabar un álbum al estilo de Chicago y Blood, Sweat & Tears y / o contrapartes británicas como Manfred Mann Chapter Three y Colosseum, más rock orientado al jazz . 

## Miembros
- George Bean : voz, guitarra (anteriormente acompañante de Cat Stevens y Lulu con George Bean & the Runners, que también incluye a Tony Catchpole)
- John Hitchen - guitarra
- Patrick King - bajo
- Alan Fieldman - instrumentos de teclado (más tarde Sniff 'n' the Tears)
- Barry Martin - saxofones (a Shanghái)
- John Pritchard - trompeta (una vez estuvo casado con Lesley Pearce)
- Dick Cuthell - trompeta (más tarde The Specials, John Martyn, Eurythmics, Elvis Costello)
- Rod Coombes - percusión (más tarde Stealers Wheel, The Strawbs)
- Chico Greenwood - percusión (más tarde As)

## Discografía
- (1971) álbum: First Meeting
- (1969) sencillo: All together now / Got my thing
- (1971) sencillo: antigua reunión de oración / Ciudad vieja sucia

- Datos: Q3261874